# Thomas Fitzsimons

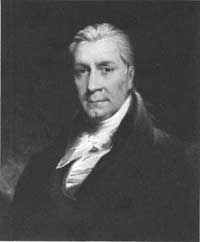
Thomas Fitzsimons

Thomas Fitzsimons, född 1741 på Irland, död 28 augusti 1811 i Philadelphia, var en amerikansk politiker.
Thomas Fitzsimons var en ledamot i den första amerikanska kongressen. Han var också ledamot av Pennsylvanias representanthus och delegat till USA:s konstitutionskonvent 1787. Han var en katolik av de två katoliker som undertecknade USA:s konstitution. Han var anhängare av en stark federal regering och motståndare till slaveriet.
Han var ledamot av USA:s representanthus från Pennsylvania 1789–1795.
Han dog i Philadelphia och hans grav finns på stadens St. Mary's Roman Catholic Churchyard.